# 美猴王 (電影)
《美猴王》（英語：The Monkey King）是一部2023年美國、中國和香港合製的電腦動畫奇幻動作喜劇片，由安東尼·史塔奇執導，史蒂夫·本西奇和羅恩·J·佛瑞德曼編寫劇本，歐陽萬成和杨伯文擔任主要配音員，周星馳擔任執行製片人。該片取材於中國古代明朝小說《西遊記》，講述一隻持有神奇格鬥棒的猴子與妖魔、龍、眾神展開對決，甚至是牠自己。
《美猴王》被選為第22屆紐約亞洲影展閉幕片，2023年8月18日在Netflix全球上線。電影獲得混合的評價；評論家稱讚了動畫與快速的節奏，但批評角色、對白、音樂過分公式化，還有過度復述的故事題材平淡乏味的問題。

## 配音員
| 角色      | 配音員                | 配音員                | 配音員                | 配音員 |
| 角色      | 英語（原聲）          | 漢語普通話            | 中華民國國語          | 粵語   |
| --------- | --------------------- | --------------------- | --------------------- | ------ |
| 美猴王    | 歐陽萬成              | 黃翔宇 管有智（配唱） | 王辰驊 謝文德（配唱） | 陳仕文 |
| 龍王      | 杨伯文                | 刘北辰 叶哲梵（配唱） | 張騰 韓卓軒（配唱）   | 何家裕 |
| 琳 （Lin）   | 朱莉·黃-拉帕波特 （Jolie Hoang-Rappaport） | 张楷轩                | 曾允凡                | 姜嘉蕾 |
| 班波 （Benbo） | 喬·科伊               | 赵乾景                | 鈕凱暘 張義欣（配唱） | 李家傑 |
| 巴波 （Babbo） | 罗恩·袁               | 桑毓泽                | 林谷珍 黃欣偉（配唱） | 陳力航 |
| 佛陀      | 黃榮亮                | 赵梓涵                | 林谷珍                | 周鑫霆 |
| 玉帝      | 李勛                  | 吳磊                  | 康殿宏                | 袁德基 |
| 村長      | 安德魯·彭 （Andrew Pang）        | 丁翔威                | 陳幼文                | 郭湛深 |
| 村長夫人  | 史蒂芬妮·許           | 汪滢滢                | 杜素真                | 王綺婷 |
| 村長兒子  | 庫諾·英格拉姆 （Kuno Inghram）    | 谢梓轩                | 陳語力                | 林信衡 |
| 閻王      | 安德魯·基希諾         | 王宇航                | 王希華                | 竺諺鴻 |
| 王母      | 祖蒂·龍               | 宋忆宁                | 崔幗夫                | 馮詠恩 |
| 紅小妹    | 吳蘇菲 （KSophie Wu）           | 韩娇娇                |                       | 李芯怡 |
| 猴長老    | 詹姆士·谢             | 王肖兵                | 陳幼文                | 劉文光 |

## 製作
《美猴王》最初於2017年10月由东方梦工厂開發，史蒂夫·本西奇和羅恩·J·佛瑞德曼編寫劇本，但並未實現。2021年5月20日，據報導，該片由Netflix發行，周星馳擔任執行製片人，安東尼·史塔奇擔任導演。配音陣容以亞裔美國人為主，包括歐陽萬成、杨伯文、朱莉·黃-拉帕波特（Jolie Hoang-Rappaport）、罗恩·袁、李勛、史蒂芬妮·許、安德魯·彭（Andrew Pang）、安德魯·基希諾、祖蒂·龍、詹姆士·谢和黃榮亮。
Reel FX動畫最初被指定為本片的動畫製作，後來交給了正切動畫（Tangent Animation），後者為Netflix製作了2018年電影《未来机器城》和2021年電視動畫《瑪雅與三劍客》然而，到2021年8月4日，正切動畫已關閉，《美猴王》的製作也停下腳步；據報導Netflix對正切的工作不滿意，改讓Reel FX接管了製作。

## 發行
《美猴王》2023年7月30日在第22屆紐約亞洲影展上首映，並被選為影展閉幕片。此前2023年6月14日在進行安錫國際動畫影展預映。電影2023年8月18日在Netflix全球上線。

## 評價
電影獲得偏向褒貶不一的評價，根据評論匯總网站爛番茄汇总的31篇评论文章，61%的评论家给予该作正面评价，平均打分为5.6分（满分10分）。在Metacritic上，根據10位影評人給予59分（滿分100分），這部電影獲得了「評價褒貶不一或一般」。。

## 備註
1. ↑  列表来自Netflix配音員。

## 外部連結
- 在Netflix上觀看《美猴王》
- 互联网电影数据库（IMDb）上《美猴王》的资料（英文）